# Spécifications techniques d'interface
Pour les articles homonymes, voir STI et Stur.
Les Spécifications techniques d'interface (STI), ou Spécifications techniques d'utilisation du réseau (Stur), sont, dans l'industrie des télécommunications, les spécifications techniques que doivent respecter les équipements terminaux pour pouvoir se connecter au réseau d'un opérateur. 
Une directive de l'Union européenne impose aux exploitants de réseaux publics de télécommunications de les publier et de les mettre à jour régulièrement afin que les fabricants puissent adapter leurs équipements et les mettre en conformité.